# L'eredità di sangue
Anharra, l'eredità di sangue o Anharra, il cerchio del destino è un romanzo del 2012 scritto da J.P. Rylan, terzo capitolo del ciclo de I canti di Anharra. È stato pubblicato nel n. 58 della collana Urania Millemondi di Mondadori.
(J.P. Rylan, L'eredità di sangue, op. cit. p.132)

## Trama
Il romanzo si svolge su due piani temporali. In uno, nell'epoca contemporanea, il Vittorio Dominici, Riccardo, Virginia e Ivan esplorano un pozzo petrolifero in Siberia nella cui profondità si cela l'ingresso alla città perduta di Anharra alla ricerca bramosa delle ricchezze che sono state scoperte nel corso dei sondaggi petroliferi.
Nell'altro piano temporale, trecentomila anni fa, all'epoca del Pleistocene a ridosso della glaciazione di Riss, un'improvvisa mutazione climatica dovuta allo spostarsi dell'asse terrestre per l'arrivo di una cometa, secondo le teorie eretiche di Immanuil Velikovskij ha causato una glaciazione improvvisa che ha portato alla distruzione di Anharra. Vargo, Kundra, Kon, Shanda, ed il Popolo sfuggito al destino di morte predisposto da Vemerin, attraversano un'alta catena montuosa che separa la Siberia settentrionale da una penisola occidentale che costituirà la futura patria del Popolo guidato da Vargo verso un destino di grandezza. È la mitica migrazione degli Ariani verso l'Occidente, l'Eurebu, cioè l'Europa.

## Personaggi
- Vargo: Vargo dal Nulla è un giovane guerriero di Mergon, la città dei Ribelli che si erano opposti all'Imperatore di Menthor.
- Ogan: sciamano, guida spirituale della tribù di Zennar, la sola che seppe opporsi alla follia di Vemerin.
- Kundra: figlia di Ogan, possiede come suo padre il dono della profezia, predestinata come sposa di Vargo.
- Riccardo: Docente in glottologia presso una università italiana.
- Vittorio Dominici: Ingegnere dell' E.N.I. , dirige i lavori di prospezione di un giacimento di metano in Russia, presso Norilsk , amico di gioventù di Riccardo, di fatto è un avventuriero.
- Ivan: Ex combattente russo in Cecenia, è al servizio di Vittorio Dominici come agente di sicurezza, il suo lato oscuro rivela un mistico di una setta cattolica, russa integralista.
- Virginia: russa, interprete poliglotta, nasconde un doloroso passato.
- Elizar: Nafioso russo-ceceno, già ex di Virginia.
- Amnor di Mennon: Vecchio sapiente, sostanzialmente malvagio, era un tempo il medico di corte dell'Imperatore e faceva parte del Cerchio delle Saggezze, una casta composta da scienziati al servizio del loro signore.
- Shanda: Una delle due Sgualdrine della Signora Rossa. È innamorata di Vargo.
- Khaima: Ragazza bellissima e infallibile con l'arco, fa parte anche lei, come l'amica Shanda, del Cerchio delle Sgualdrine.
- Sergente Kon: Militare della guardia Imperiale, si ritrova con gli altri quattro dopo che i suoi soldati vengono sterminati alla porta di Hirush.

## Edizioni
- J.P. Rylan, L'eredità di sangue, Millemondi inverno 2012 febbraio n° 58, Mondadori, 2012,  pp. 209.